# Sandra Reynolds
Sandra Reynolds (* 4. März 1934) ist eine ehemalige südafrikanische Tennisspielerin.

## Karriere
Sandra Reynolds holte in ihrer Karriere gemeinsam mit ihrer Doppelpartnerin, der Südafrikanerin Renée Schuurman, vier Titel im Tennisdoppel bei Grand-Slam-Turnieren. Im Jahr 1959 gewann sie die australischen Meisterschaften in Melbourne und in den Jahren 1959, 1961 und 1962 die französischen Meisterschaften in Paris. Dazu kommt der Titel im Mixed-Doppel in Australien 1959, den sie gemeinsam mit dem Australier Bob Mark gewinnen konnte. In Wimbledon erreichte sie 1960 ihr einziges Einzelfinale, verlor jedoch gegen die Brasilianerin Maria Bueno mit 6:8, 0:6. Von 1959 bis 1962 war sie in den Top Ten der Tennisweltrangliste und erreichte im Jahr 1960 mit Rang 3 ihre beste Platzierung.
Seit ihrer Hochzeit heißt sie Sandra Reynolds Price.